# Adstone
Adstone es un pueblo y una parroquia civil del distrito de South Northamptonshire, en el condado de Northamptonshire (Inglaterra).

## Demografía
Según el censo de 2001, Adstone tenía 84 habitantes (45 varones y 39 mujeres). 10 de ellos (11,9%) eran menores de 16 años, 69 (82,14%) tenían entre 16 y 74, y 5 (5,95%) eran mayores de 74. La media de edad era de 46,68 años. De los 74 habitantes de 16 o más años, 18 (24,32%) estaban solteros, 48 (64,87%) casados, y 8 (10,81%) divorciados o viudos. 46 habitantes eran económicamente activos, todos ellos empleados. Había 3 hogares sin ocupar y 40 con residentes.
| 184                         | 151 | 138 | 112 | 137 | 111 | 112 | - | 99 | 80 |
| (Fuente: Vision of Britain) |     |     |     |     |     |     |   |    |    |